# شورباچی، جلیل‌آباد
شورباچی (به ترکی آذربایجانی: Şorbaçı) یک منطقه مسکونی در جمهوری آذربایجان است که در شهرستان جلیل‌آباد واقع شده است.

## جمعیت
شورباچی ۶۶۱ نفر جمعیت دارد.